# Vườn quốc gia Riisitunturi
Vườn quốc gia Riisitunturi (tiếng Phần Lan: Riisitunturin kansallispuisto) là một vườn quốc gia ở Posio, tỉnh Lapland Phần Lan. Vườn quốc gia này được lập năm 1982 và có diện tích 77 km2. Khu vực này núi non và cũng có các đầm lầy ven đồi.